# Théo Collette
Théo Collette, né le 6 novembre 1927, est un footballeur international belge actif durant les années 1950. Il évolue au poste de gardien de but et est surtout connu pour les dix saisons qu'il joue au R. CS Verviers.

## Carrière en club
Théo Collette débute comme gardien au Royal Tilleur Football Club en 1949. Le club lutte pour le maintien en Division d'Honneur et le jeune gardien ne parvient pas à s'y imposer comme titulaire. Il part en 1951 au R. CS verviétois, qui milite à l'époque en deuxième division. Il y gagne sa place dans le onze de base et devient rapidement un des piliers de l'équipe. Après avoir lutté pour son maintien durant quatre ans, l'équipe vit une saison 1955-1956 exceptionnelle qui la voit remporter le titre de champion de Division 2 et atteindre la finale de la Coupe de Belgique, perdue 2-1 face au RC Tournai.
Les deux saisons qui suivent la remontée du club parmi l'élite sont satisfaisantes, l'équipe se stabilisant en milieu de classement grâce à une défense parmi les plus solides de Division 1. Théo Collette est un des artisans de ces succès, ce qui lui vaut d'être appelé en équipe nationale belge pour la première fois en 1957 en compagnie du défenseur Jean Nelissen. À partir de 1958, les résultats sont moins bon et le club est en lutte pour son maintien. S'il évite de peu la relégation en 1960 pour avoir concédé une défaite de moins que Berchem Sport, avant-dernier avec le même nombre de points, il finit avant-dernier un an plus tard et doit quitter la première division. Âgé de 34 ans, Théo Collette met alors un terme à sa carrière de joueur.

### Statistiques
| Saison                | Club                  | Championnat           | Championnat | Championnat | Coupe(s) nationale(s) | Coupe(s) nationale(s) | Total | Total |
| Saison                | Club                  | Division              | M.          | B.          | M.                    | B.                    | M.    | B.    |
| 1949-1950             | R. Tilleur FC         | Division 1            | -           | -           | 0                     | 0                     | 0     | 0     |
| 1950-1951             | R. Tilleur FC         | Division 1            | -           | -           | 0                     | 0                     | 0     | 0     |
| Sous-total            | Sous-total            | Sous-total            | -           | -           | -                     | -                     | 0     | 0     |
| 1951-1952             | R. CS verviétois      | Division 2            | -           | -           | 0                     | 0                     | 0     | 0     |
| 1952-1953             | R. CS verviétois      | Division 2            | -           | -           | 0                     | 0                     | 0     | 0     |
| 1953-1954             | R. CS verviétois      | Division 2            | -           | -           | -                     | -                     | 0     | 0     |
| 1954-1955             | R. CS verviétois      | Division 2            | -           | -           | -                     | -                     | 0     | 0     |
| 1955-1956             | R. CS verviétois      | Division 2            | -           | -           | -                     | -                     | 0     | 0     |
| 1956-1957             | R. CS verviétois      | Division 1            | -           | -           | 0                     | 0                     | 0     | 0     |
| 1957-1958             | R. CS verviétois      | Division 1            | -           | -           | 0                     | 0                     | 0     | 0     |
| 1958-1959             | R. CS verviétois      | Division 1            | 30          | 0           | 0                     | 0                     | 30    | 0     |
| 1959-1960             | R. CS verviétois      | Division 1            | 30          | 0           | 0                     | 0                     | 30    | 0     |
| 1960-1961             | R. CS verviétois      | Division 1            | 30          | 0           | 0                     | 0                     | 30    | 0     |
| Sous-total            | Sous-total            | Sous-total            | 90          | -           | -                     | -                     | 90    | 0     |
| Total sur la carrière | Total sur la carrière | Total sur la carrière | 90          | -           | -                     | -                     | 90    | 0     |

### Palmarès
- Champion de Belgique de Division 2 en 1956 avec le R. CS verviétois.

## Carrière en équipe nationale
Théo Collette est convoqué à trois reprises en équipe nationale belge, pour deux matches joués. Il dispute son premier match avec les « Diables Rouges » le 17 novembre 1957 lors d'un match amical perdu 5-2 aux Pays-Bas, dont il dispute la seconde mi-temps. Il joue son second match international le 8 décembre de la même année face à la Turquie, première confrontation entre les deux nations. Il est encore appelé le 2 mars 1958 pour un match contre l'Allemagne de l'Ouest mais il reste sur le banc.

### Liste des sélections internationales
Le tableau ci-dessous reprend toutes les sélections de Théo Collette. Les matches qu'il ne joue pas sont indiqués en italique. Le score de la Belgique est toujours indiqué en gras.
| Date       | Compétition  | Adversaire | Lieu      | Score | Remarque |
| ---------- | ------------ | ---------- | --------- | ----- | -------- |
| 17/11/1957 | Match amical | Pays-Bas   | Rotterdam | 5-2   | 46e      |
| 08/12/1957 | Match amical | Turquie    | Ankara    | 1-1   |          |
| 02/03/1958 | Match amical | Allemagne  | Bruxelles | 0-2   |          |